# Tipula pseudocinerascens
Tipula pseudocinerascens är en tvåvingeart som beskrevs av Gabriel Strobl 1906. Tipula pseudocinerascens ingår i släktet Tipula och familjen storharkrankar. Inga underarter finns listade i Catalogue of Life.